# Feketefejű lombgébics
A feketefejű lombgébics (Vireo atricapilla) a madarak osztályának verébalakúak (Passeriformes) rendjébe és a lombgébicsfélék (Vireonidae) családja tartozó faj.

## Rendszerezése
A fajt Samuel Washington Woodhouse amerikai ornitológus írta le 1852-ben.

## Előfordulása
Az Amerikai Egyesült Államok és Mexikó területén honos.  A természetes élőhelye szubtrópusi és trópusi síkvidéki esőerdők és mérsékelt övi erdők, valamint cserjések. Telelni délebbre vonul.

## Megjelenése
Testhossza 11-11,5 centiméter, testtömege 8-10 gramm.
|  |

## Életmódja
Főleg ízeltlábúakkal táplálkozik.

## Természetvédelmi helyzete
Egyedszáma csökkenő, ezért a Természetvédelmi Világszövetség Vörös listáján sebezhető kategóriában szerepel. A mezőgazdaság, más fajok és betegségek fenyegetik.

## Külső hivatkozások
- Képek az interneten a fajról
- Xeno-canto